# Énergie solaire en Espagne

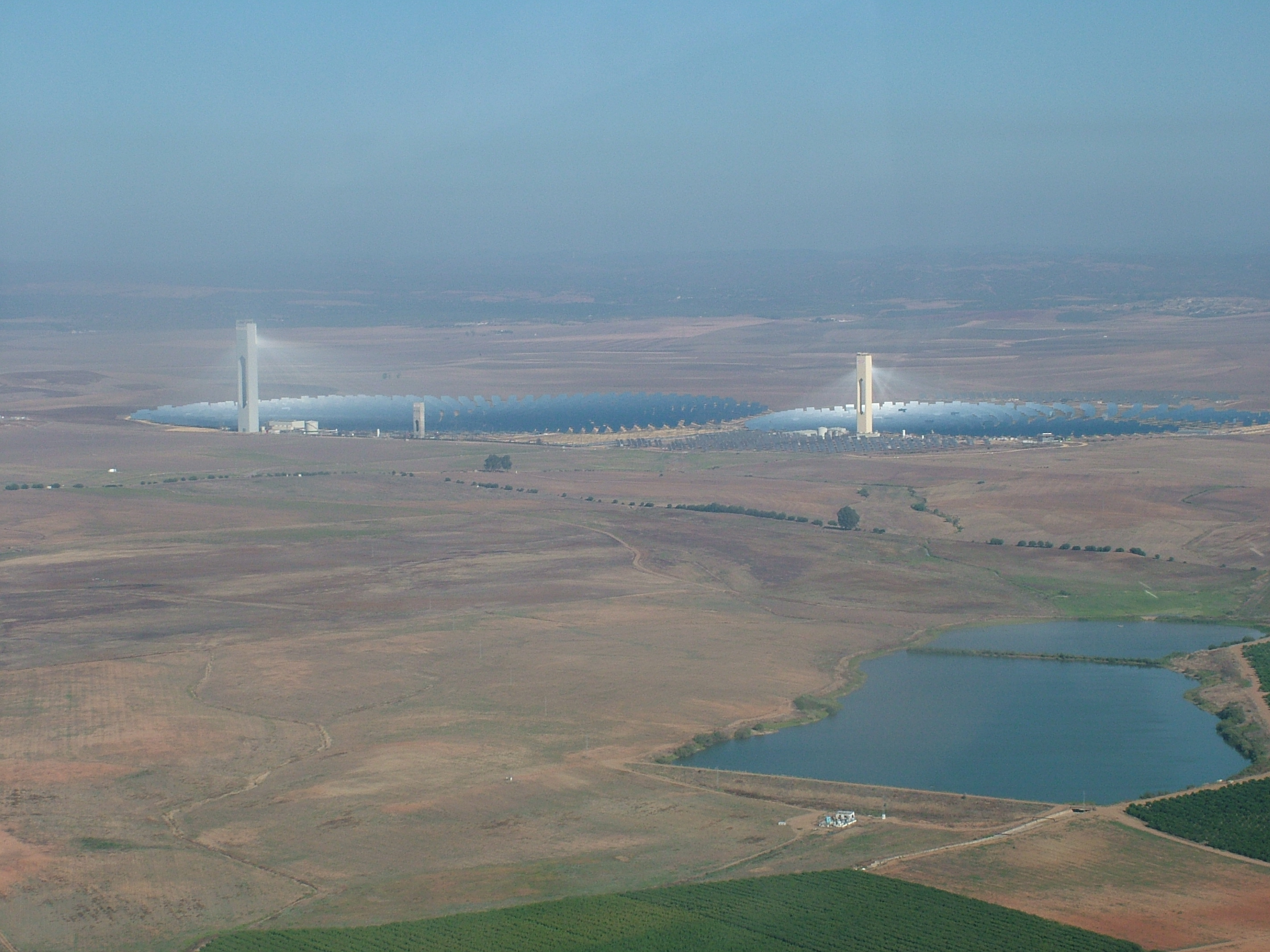
Centrales solaires PS10 et PS20 de Abengoa Solar, à Sanlucar la Mayor, près de Séville, en 2010.

L'énergie solaire en Espagne a connu une croissance très rapide depuis la mise en place de politiques de soutien à partir de 2004 ; en 2007-2008 s'est produit un "boom" dans l'installation de panneaux photovoltaïques, propulsant l'Espagne au rang de premier producteur d'énergie solaire du monde ; cette progression a été stoppée en 2012-2013 par la suspension des aides. Mais un redémarrage s'est amorcé en 2017 et s'est concrétisé en 2019 par une augmentation de 76 % de la puissance installée photovoltaïque et de 19,6 % de la production photovoltaïque, qui a bondi de 66 % en 2020, 40 % en 2021, 38 % en 2022, 38 % en 2023 et 27 % en 2024.
L'Espagne s'est placée en 2021 au 5e rang européen pour la capacité installée de solaire thermique et en 2020 au 13e rang mondial, mais au 10e rang européen seulement pour la surface installée par habitant.
Le solaire fournissait 16,9 % de la production nationale d'électricité en 2023, taux qui place l'Espagne au 5e rang mondial, dont 15,1 % photovoltaïque et 1,8 % thermodynamique.
L'Espagne détenait en 2024 le 2e rang européen des producteurs d'électricité photovoltaïque avec 18,1 % du total de l'Union européenne, derrière l'Allemagne et devant l'Italie, et en 2023 le 7e rang mondial avec 2,6 % du total mondial. L'Agence internationale de l'énergie estime la pénétration théorique du solaire photovoltaïque fin 2024 à 24 % de la production totale d'électricité du pays ; cet indicateur de pénétration du solaire place le pays au 3e rang mondial, derrière la Grèce et les Pays-Bas.
La puissance installée photovoltaïque se classait fin 2024 au 2e rang de l'Union européenne (UE) avec 12,2 % du total de l'UE et au 7e rang mondial avec 2,1 % du total mondial. La puissance photovoltaïque installée par habitant était en 2024 au 11e rang européen, supérieure de 12,9 % à la moyenne européenne.
L'Espagne a été pionnière dans le développement de la filière solaire thermodynamique à concentration. Elle était en 2022 de loin le premier producteur mondial d'électricité par centrales solaires thermodynamiques avec 33,3 % du total mondial, fournissant 1,6 % de l'électricité du pays en 2022 et 1,8 % en 2023.

## Potentiel solaire de l'Espagne

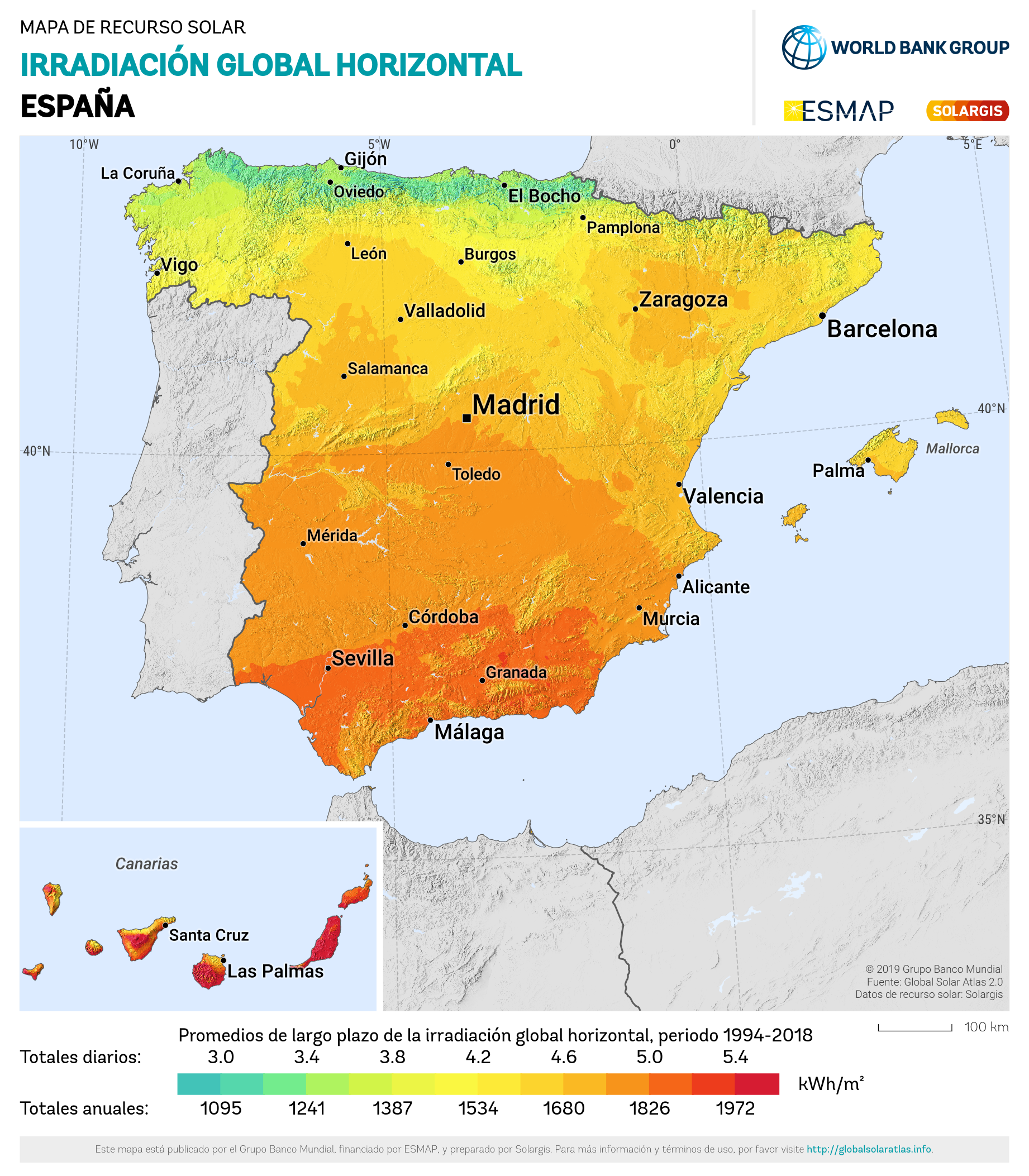
Carte de l'irradiation solaire globale horizontale en Espagne.

Le potentiel solaire de l'Espagne est le plus élevé d'Europe grâce à sa situation géographique et à son climat privilégié.
Alors que l'irradiation solaire annuelle globale horizontale (IGH) en France est en moyenne de 1 274 kWh/m² et celle de Provence-Alpes-Côte d'Azur de 1 645 kWh/m², on peut constater sur la carte ci-contre que la majeure partie de l'Espagne dépasse largement 1 600 kWh/m² et que la partie sud (Andalousie) dépasse 1 900 kWh/m².

## Solaire thermique
Le solaire thermique comprend les chauffe-eau solaires individuels ou collectifs, les installations de chauffage de piscines et de locaux divers.
L'Espagne est un assez important producteur de chaleur d’origine solaire : en 2021, le marché des capteurs solaires thermiques a été en Espagne de 152 300 m2 ; cette surface équivaut à une puissance de 106,6 MWth, plaçant l'Espagne au 6e rang européen, loin derrière l'Allemagne (640 000 m2). Le parc cumulé atteint 4,39 Mm2 fin 2021 (3 075 MWth), au 5e rang européen (Allemagne : 21,78 Mm2) ; avec 0,093 m2 de capteur par habitant, l'Espagne se situe au 10e rang européen.
Fin 2020, selon l'Agence internationale de l'énergie, la puissance installée cumulée des capteurs solaires thermiques en Espagne atteignait 3 296 MWth, soit 4,71 Mm2 (millions de m²) de capteurs, au 13e rang mondial avec 0,7 % du total mondial, mais la puissance solaire thermique par habitant était de 67,6 Wth seulement fin 2020 contre 460 Wth à Chypre, 370 Wth en Autriche, 259 Wth en Chine et 161 Wth en Allemagne. Les installations de 2020 se sont limitées à 131 MWth contre 450 MWth en Allemagne.

## Photovoltaïque

### Production d'électricité

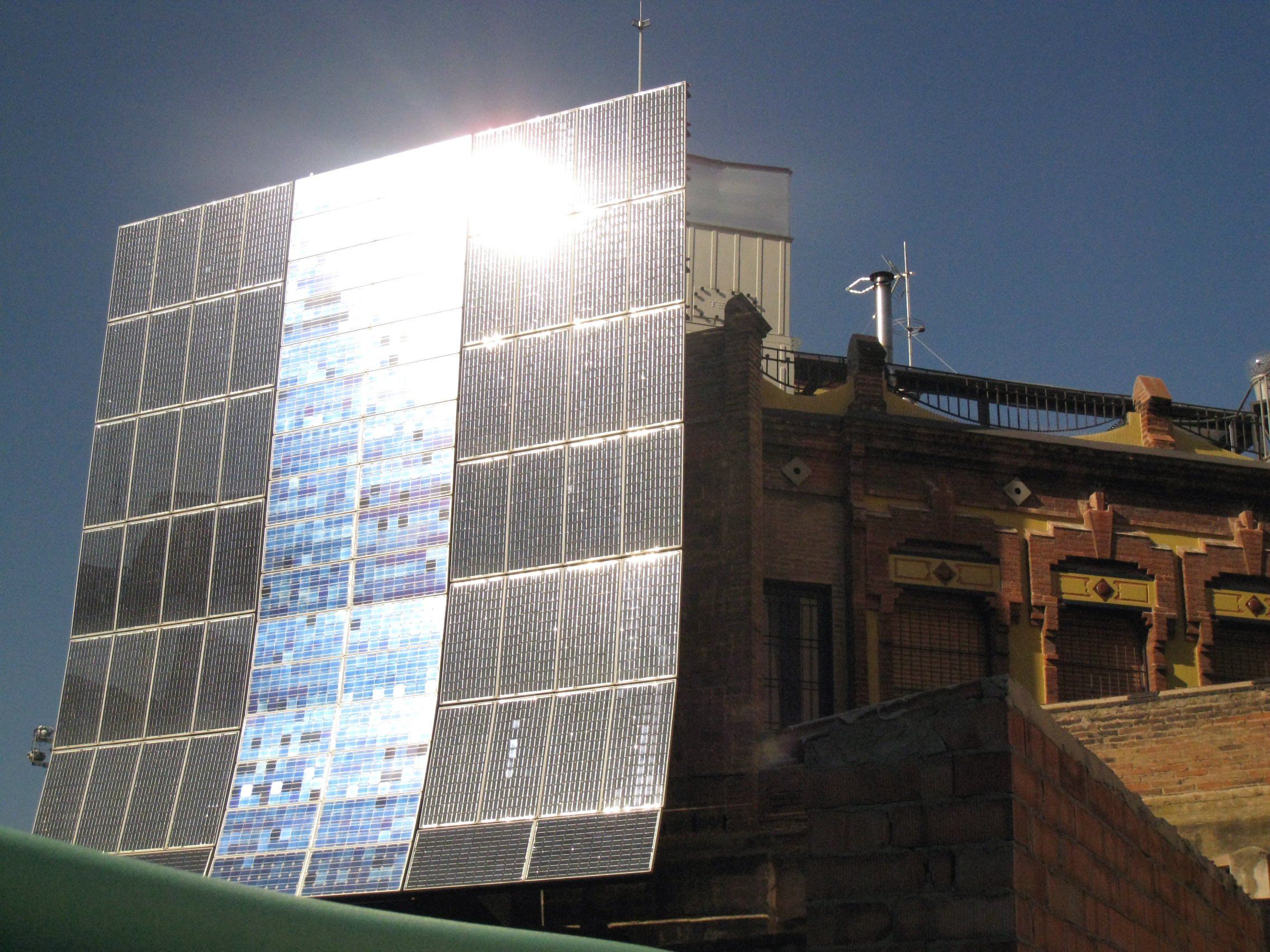
Édifice d'accès à la Catalana de Gas à Barcelone, façade solaire.

L'Espagne était en 2024, selon EurObserv'ER, le 2e producteur d'électricité solaire photovoltaïque de l'Union européenne avec 53 680 GWh, en augmentation de 23,6 %, soit 18,1 % du total européen, derrière l'Allemagne (74 134 GWh, 25,0 %) et devant l'Italie (36 000 GWh, 12,1 %) et la France (24 470 GWh, 8,2 %).
Le solaire photovoltaïque espagnol a produit 43 032 GWh en 2023, en progression de 38 % en un an ; cette production représentait 15,1 % de la production d'électricité du pays et 2,6 % de la production mondiale, au 7e rang mondial.
Au niveau mondial, l'Energy Institute classe l'Espagne au 7e rang avec 2,9 % de la production mondiale en 2023, derrière la Chine (35,6 %), les États-Unis (14,7 %), l'Inde (6,9 %), le Japon (5,9 %), l'Allemagne (3,7 %) et le Brésil (3,1 %). La part du solaire photovoltaïque dans la production d'électricité atteint 16,6 %, plaçant l'Espagne au 5e rang mondial derrière le Chili (20,6 %), la Hongrie (18,6 %), les Pays-Bas (17,3 %) et la Grèce (17,1 %).
L'Agence internationale de l'énergie estime la pénétration théorique du solaire photovoltaïque fin 2024 à 24 % de la production totale d'électricité du pays (moyenne de l'Union européenne : 14 %) ; cette estimation est fondée sur la puissance installée au 31/12/2024, donc supérieure à la production réelle de l'année ; cet indicateur de pénétration du solaire place le pays au 3e rang mondial, derrière la Grèce (27,9 %) et les Pays-Bas (25,5 %), et devant la Hongrie (20,6 %), le Chili (20,3 %), l'Australie (19,8 %) et l'Allemagne (19,8 %) ; la France à 7,3 %.
| Année | Production (GWh) | Accroissement | Part prod.élec. |
| 2006  | 119              |               | 0,04 %          |
| 2007  | 500              | +320 %        | 0,2 %           |
| 2008  | 2 562            | +412 %        | 0,8 %           |
| 2009  | 5 961            | +133 %        | 2,0 %           |
| 2010  | 6 425            | +8 %          | 2,1 %           |
| 2011  | 7 441            | +16 %         | 2,5 %           |
| 2012  | 8 193            | +10 %         | 2,8 %           |
| 2013  | 8 327            | +1,6 %        | 2,9 %           |
| 2014  | 8 218            | -1,3 %        | 2,9 %           |
| 2015  | 8 266            | +0,6 %        | 2,9 %           |
| 2016  | 8 070            | -2,4 %        | 2,9 %           |
| 2017  | 8 514            | +5,5 %        | 3,1 %           |
| 2018  | 7 877            | -7,5 %        | 2,9 %           |
| 2019  | 9 420            | +19,6 %       | 3,4 %           |
| 2020  | 15 675           | +66 %         | 6,0 %           |
| 2021  | 21 922           | +40 %         | 8,0 %           |
| 2022  | 31 187           | +42 %         | 10,7 %          |
| 2023  | 43 032           | +38 %         | 15,1 %          |
| 2024  | 53 680           | +24 %         |                 |

On remarque les fluctuations importantes dues aux variations climatiques (temps plus ou moins nuageux), bien visibles sur les années 2014 à 2018 où la puissance installée ne variait quasiment pas.
En 2023, l'Espagne était le 2e producteur d'électricité solaire photovoltaïque de l'Union européenne avec 42 922 GWh, en augmentation de 37,6 %, soit 17,6 % du total européen, derrière l'Allemagne (61 216 GWh, 25,1 %) et devant l'Italie (30 700 GWh, 12,6 %) et la France (23 242 GWh, 9,5 %).
L'Espagne était en 2022, selon EurObserv'ER, le 2e producteur d'électricité solaire photovoltaïque de l'Union européenne avec 14,4 % du total européen, derrière l'Allemagne (60 787 GWh, 29,6 %) et devant l'Italie (28 100 GWh, 13,7 %) et la France (20 607 GWh, 10 %). La part du photovoltaïque dans la production d'électricité du pays est estimée à 10,8 %.
L'Espagne était en 2021 le 3e producteur d'électricité solaire photovoltaïque de l'Union européenne avec 21 582 GWh (+37,7 %), soit 13,7 % du total européen, derrière l'Allemagne (49 992 GWh) et l'Italie (25 466 GWh) et devant la France (15 092 GWh).

### Puissance installée
| - <1 watt - 1—10 watts - 10—50 watts - 50—100 watts - 100—200 watts | - 200—350 watts - 350—500 watts - 500—750 watts - >750 watts |

Carte de la puissance PV installée par habitant dans les communautés autonomes d'Espagne.
source données : EPIA

Selon EurObserv'ER, les installations de 2024 ont atteint 7 859 MWc, soit 13,1 % des installations dans l'Union européenne (UE), classant l'Espagne au 2e rang de l'UE, derrière l'Allemagne (14 494 MWc, 24,2 %) et devant l'Italie (6 467 MWc, 10,8 %), la France (5 007 MWc, 8,4 %), la Pologne (4 364 MWc, 7,3 %) et les Pays-Bas (3 804 MWc, 5,2 %). La puissance installée photovoltaïque du pays s'élève à 37 438 MWc fin 2024, en progression de 26,6 %, soit 12,2 % du total de l'UE, au 2e rang derrière l'Allemagne (89 130 MWc, 29,1 %) et devant l'Italie (35 819 MWc, 11,7 %), la France (24 878 MWc, 8,1 %), les Pays-Bas (24 359 MWc, 7,9 %) et la Pologne (20 945 MWc, 6,8 %). La hausse des installations par rapport aux 5,7 GWc de 2023 s’explique par le coût de revient de l’électricité solaire le plus compétitif d’Europe et le raccordement de nombreuses grandes centrales financées sous forme de contrats de vente directe d'électricité (PPA), bien que cette croissance soit toujours limitée par la capacité d’absorption du réseau.
La puissance photovoltaïque installée par habitant atteignait 770 Wc en 2024, supérieure de 12,9 % à la moyenne européenne (682 Wc), au 11e rang européen, loin derrière les Pays-Bas (1 357,6 Wc) et l'Allemagne (1 068 Wc) ; la France est au 20e rang avec 363,4 Wc.
Au niveau mondial, selon l'Agence internationale de l'énergie (AIE), la part de l'Espagne dans le marché mondial de 2024 est de 1,2 %, au 2e rang européen derrière l'Allemagne et au 7e rang mondial ; sa puissance installée s'élève à 47,2 GWc, au 2e rang de l'Union européenne (UE) avec 14 % du total de l'Union européenne, derrière l'Allemagne (99,8 GWc) et devant l'Italie (37 GWc), et au 7e rang mondial avec 2,1 % du total mondial, loin derrière la Chine (1 048 GWc, soit 46,7 %), les États-Unis (10,0 %), l'Inde (5,5 %), l'Allemagne (4,4 %), le Japon ({4,3 %) et le Brésil (2,3 %).
En 2023, selon EurObserv'ER, les installations ont atteint 7 301 MWc, classant l'Espagne au 2e rang avec 13,7 % des installations dans l'Union européenne, derrière l'Allemagne (27,5 %) et devant l'Italie (9,9 %), la Pologne (9,2 %) et les Pays-Bas (8,1 %). La puissance installée photovoltaïque du pays s'élève à 30 612 MWc fin 2023, en progression de 31,3 %, au 2e rang européen avec 11,9 % du total européen, derrière l'Allemagne (32 %) et devant l'Italie (11,8 %), les Pays-Bas (9,3 %) et la France (8 %). La baisse des installations par rapport aux 9,6 GWc de 2022 s’expliquerait, selon SolarPower Europe, par une baisse du marché résidentiel en toiture, de l’ordre de 15 %, en partie liée aux longs délais de paiement. Les parcs photovoltaïques montés au sol demeurent le cœur de la croissance du marché, principalement réalisés sous la forme d’accords d’achat de puissance (PPA).
En 2023, la part de l'Espagne dans le marché mondial a été de 1,9 %, au 2e rang européen derrière l'Allemagne et au 6e rang mondial ; sa puissance installée s'élève à 37,6 GWc, au 2e rang de l'Union européenne (UE) avec 14 % du total de l'Union européenne, derrière l'Allemagne (81,6 GWc) et devant l'Italie (30,3 GWc), et au 6e rang mondial avec 2,3 % du total mondial, loin derrière la Chine (662 GWc, soit 40,8 %), les États-Unis (10,4 %), l'Inde (5,9 %), le Japon ({5,6 %) et l'Allemagne (5,0 %).
En 2022, l'Espagne a installé 8,1 GWc ; sa part dans le marché mondial est passée à 3,4 %, au 1er rang européen devant l'Allemagne (7,5 GWc) et au 5e rang mondial ; sa puissance installée s'élève à 26,6 GWc, au 2e rang de l'Union européenne (UE) avec 12,7 % du total européen, derrière l'Allemagne (67,2 GWc) et devant l'Italie (25,0 GWc), et au 7e rang mondial avec 2,2 % du total mondial, loin derrière la Chine (414,5 GWc), les États-Unis (141,6 GWc), le Japon (84,9 GWc) et l'Inde (79,1 GWc).
Selon EurObserv'ER, les installations de 2022 ont atteint 3 480 MWc, classant l'Espagne au 4e rang avec 10,6 % des installations dans l'Union européenne, derrière l'Allemagne (7 304 MWc), la Pologne (4 774 MWc) et les Pays-Bas (3 938 MWc). La puissance installée photovoltaïque du pays s'élève à 17 125 MWc fin 2022, en progression de 25,4 %, au 4e rang européen avec 8,8 % du total européen, derrière l'Allemagne (67 399 MWc), l'Italie (25 060 MWc) et les Pays-Bas (18 849 MWc) et devant la France (17 169 MWc). Un an plus tard, EurObserv'ER révise son estimation des installations de 2022 à 9,6 GWc et celle de la puissance installée au 31/12/2022 à 23 311 MWc. Le ministère de la Transition écologique explique ces « consolidations » par le temps nécessaire pour que les autorités administratives puissent déterminer si chaque installation est effectivement opérationnelle ou a bien commencé à produire, des conditions indispensables pour qu’une installation soit comptabilisée selon la méthodologie mise en place. Par ailleurs, les remontées d’information des communautés autonomes concernant les installations fonctionnant en autoconsommation sont plus tardives.
En 2021, selon l'AIE, l'Espagne a installé 4,9 GWc ; sa part dans le marché mondial est passée à 2,8 %, au 2e rang européen derrière l'Allemagne (5,3 GWc) et au 7e rang mondial ; sa puissance installée s'élève à 18,5 GWc, au 3e rang européen avec 10,4 % du total européen, derrière l'Allemagne (59,2 GWc) et l'Italie (22,6 GWc), et au 9e rang mondial avec 2,0 % du total mondial, loin derrière la Chine (308,5 GWc), les États-Unis (123 GWc), le Japon (78,2 GWc) et l'Inde (60,4 GWc).
Selon EurObserv'ER, les installations de 2019 ont atteint 3 993 MWc, classant l'Espagne en tête des marchés européens avec 25,5 % des installations dans l'Union européenne, devant l'Allemagne (3 856 MWc). La puissance installée photovoltaïque du pays s'élève à 9 233 MWc fin 2019, en progression de 76 %, au 5e rang européen avec 7,1 % du total européen, derrière l'Allemagne (49 016 MWc), l'Italie (20 864 MWc), le Royaume-Uni (13 616 MWc) et la France (10 576 MWc). À la fin de 2019 a été achevée la construction de la plus grande centrale solaire d'Europe, baptisée Nuñez de Balboa (500 MWc, mais avec injection sur le réseau limitée à 392 MWc), sur 1 000 hectares près d'Usagre dans la province de Badajoz.
La puissance photovoltaïque installée par habitant atteignait 196,7 Wc en 2019, inférieure de 23 % à la moyenne européenne (254,5 Wc), au 10e rang européen ; la France est au 13e rang avec 157,9 Wc.
L'Espagne a installé 374 MWc en 2018, contre 147 MWc en 2017 ; elle n'a représenté que 0,4 % du marché mondial de 2018 ; sa puissance installée s'élève, selon l'AIE, à 6 GWc, au 11e rang mondial avec 1,2 % du total mondial, très loin derrière la Chine (176,1 GWc), les États-Unis (62,2 GWc), le Japon (56 GWc), l'Allemagne (45,4 GWc). En réalité, la puissance installée s'élevait fin 2018 à 4 714 MWc.
Selon EurObserv'ER, les installations de 2018 ont atteint 26 MWc contre 9 MWc en 2017 ; la puissance installée s'élevait à 4 751 MWc fin 2018, en progression de 0,6 %, dont 34 MWc hors réseau ; l'Espagne se classe au 5e rang européen avec 4,1 % du total européen.
Selon EurObserv'ER, les installations de 2017 ont atteint 135 MWc contre 55 MWc en 2016 et la puissance installée s'élevait à 5 108 MWc fin 2017, en progression de 2,7 %, dont 29,4 MWc hors réseau ; l'Espagne se classait au 5e rang européen avec 4,8 % du total européen, loin derrière l'Allemagne (42 394 MWc), l'Italie, le Royaume-Uni et la France. Selon l’UNEF (Union espagnole photovoltaïque), l’association qui représente les intérêts de la filière, le redémarrage du solaire photovoltaïque s'explique par le développement de l'autoconsommation, la connexion de quelques grandes centrales et l'électrification de sites isolés ; la baisse des coûts est désormais suffisante pour compenser les mesures d'encadrement de l'autoconsommation, en particulier la « taxe soleil » imposée aux installations de plus de 10 kWc. Certains projets de grandes centrales sont réalisés sans aucune subvention : la société allemande BayWa r.e; a signé en avril 2018 un premier contrat d'achat d'électricité avec le norvégien Statkraft pour la construction d'une centrale photovoltaïque de 170 MWc à Don Rodrigo, au sud de Séville, avec une mise en service prévue fin 2018 et une production théorique de 300 GWh.
En 2015, l'Espagne avait installé seulement 49 MWc. La totalité des installations de 2015 se sont faites hors réseau, près du triple des installations hors réseau de 2014 ; les installations hors réseau (159 MWc) représentaient 5,4 % de la puissance installée fin 2015.
En 2014, l'Espagne n'a installé que 22 MWc, reculant du 6e au 7e rang mondial et du 3e au 4e rang européen pour sa puissance cumulée : 5 358 MWc, dépassée par la France (5 660 MWc) ; le contexte de crise économique a été aggravé par des dispositions réglementaires faisant obstacle à l'auto-consommation, en particulier la « taxe solaire » ; par ailleurs, pour les installations existantes, le gouvernement a imposé une baisse rétroactive des tarifs d'achat justifiée par les conditions économiques difficiles.

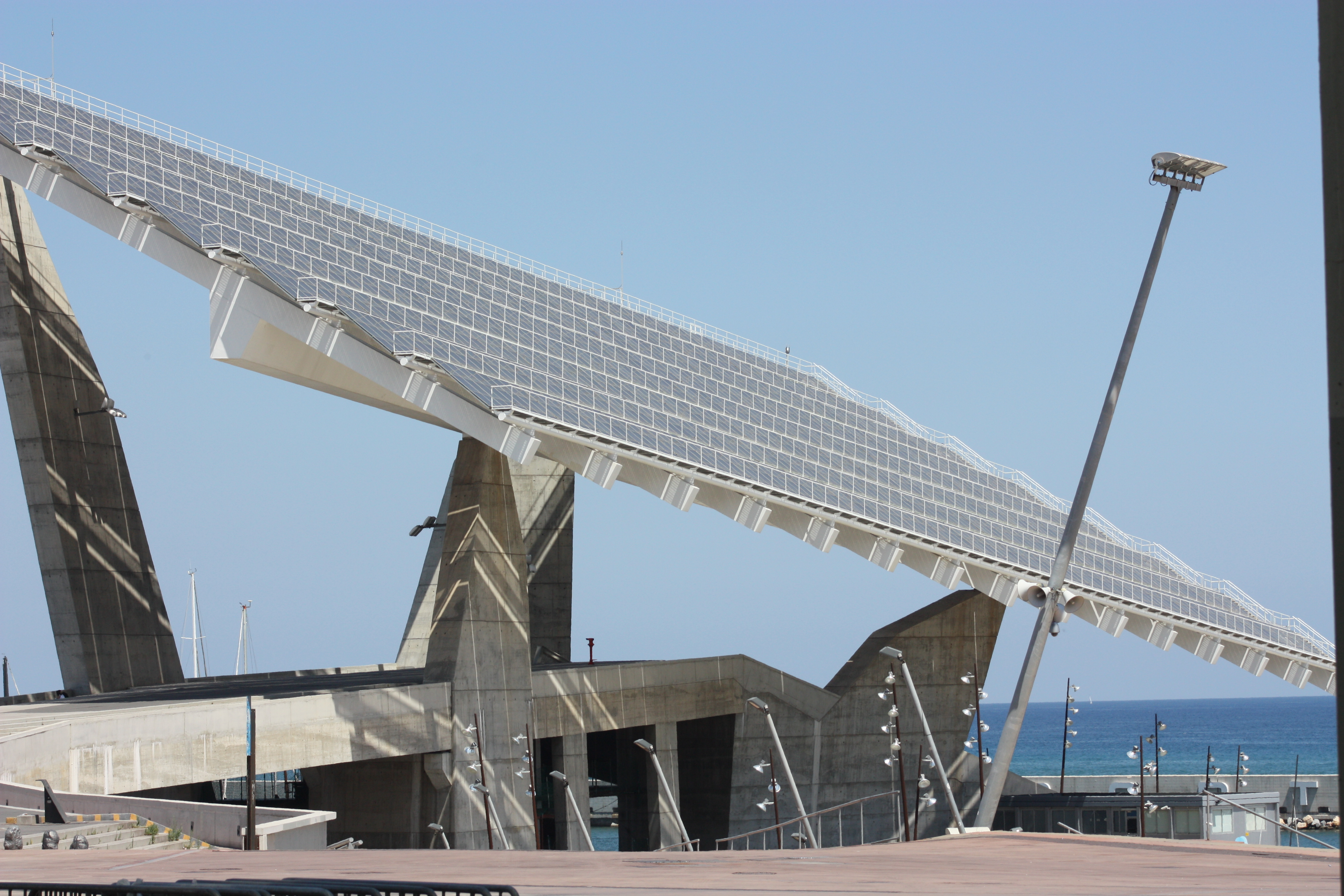
Plaque photovoltaïque monumentale de "El Forum", Diagonal Mar, Barcelone, juillet 2009.

L'Espagne se plaçait en 2012 au 4e rang mondial avec 6 % du total mondial, derrière l'Allemagne (24 678 MW), l'Italie (12 754 MW) et le Japon (4 914 MW), à peu près à égalité avec les États-Unis (4 383 MW).
La progression du photovoltaïque s'est fortement ralentie en 2012, à la suite du moratoire sur les aides : moins de 200 MWc ont été installés contre 354 MWc en 2011, et surtout loin des 2 867 MWc connectés en 2008 ; mais la parité réseau a été atteinte dans plusieurs régions ; des investisseurs préparaient des projets d'immenses centrales photovoltaïques sans subvention pour 2015 ; trois de ces projets ont été autorisés en avril 2013 dans les régions d'Estrémadure et de Murcie.

### Facteur de charge
Les taux d'utilisation moyens de la puissance installée (facteur de charge) sont assez élevés pour des installations solaires, mais inférieurs à ceux des centrales californiennes (voir Énergie solaire aux États-Unis):
- en 2015, le facteur de charge moyen de l'ensemble des installations photovoltaïques espagnoles a été de 20,5 %[n 1] ;
- centrale d'Olmedilla de Alarcón[25] : 16,6  %[26].

Le facteur de charge fluctue largement en fonction de l'ensoleillement : ainsi, en 2018, année particulièrement nuageuse en Europe du sud, la durée d'utilisation moyenne de la puissance installée est tombée à 1 638 heures contre 1 802 heures en 2017.

### Principales centrales photovoltaïques
- (en) Cet article est partiellement ou en totalité issu de l’article de Wikipédia en anglais intitulé « List of photovoltaic power stations » (voir la liste des auteurs).

L'Espagne n'est pas présente dans la catégorie des très grandes centrales de plus de 100 MWc ; sa plus grande centrale, celle d'Olmedilla de Alarcón, est la seule qui figure au classement des 50 plus grandes centrales photovoltaïques, au 40e rang mondial.
En 2008, 32 centrales espagnoles figuraient dans ce classement, en particulier celles de Puertollano (57,6 MW) et de Olmedilla de Alarcón (60 MW) en Castille-La Manche, les deux plus grandes du monde en 2008.
Principales centrales photovoltaïques en Espagne (plus de 20 MWc) :
| Nom                                  | Localité/Province                           | Autonomie          | Date mise en service | Superficie | Puiss. (MWc) | Nombre de panneaux    |
| Guillena                             | Guillena, province de Séville               | Andalousie         | 2025                 |            | 263          | 400 000               |
| Olmedilla de Alarcón (en)            | Olmedilla de Alarcón, Province de Cuenca    | Castille-La Manche | juillet 2008         |            | 60           | 270 000               |
| Puertollano (en),                    | Puertollano, Province de Ciudad Real        | Castille-La Manche | août 2008            |            | 47,6         | 231 653               |
| La Magascona et Magasquilla (en)     | La Magascona, Trujillo, Province de Cáceres | Estrémadure        | 2007-08              | 170 ha     | 34,5         |                       |
| Arnedo (en)                          | Arnedo                                      | La Rioja           | 2008                 | 70 ha      | 34           | 172 000               |
| Dulcinea (en)                        | Province de Cuenca                          | Castille-La Manche | 2009                 | 23 ha      | 31,8         | 155 260               |
| Dulcinea (en),                       | Mérida                                      | Estrémadure        | octobre 2008         | 195 ha     | 30           |                       |
| Fuente Álamo (en)                    | Fuente Álamo de Murcia, plaine de Cartagène | Région de Murcie   | juillet 2008         | 62         | 26           |                       |
| Abertura (en),                       | Abertura, Province de Cáceres               | Estrémadure        | juin 2008            |            | 23,1         | trackers à double axe |
| Hoya de Los Vicentes (en)            | Jumilla                                     | Région de Murcie   | 2008                 | 100 ha     | 23           | 120 000               |
| Centrale photovoltaïque de Beneixama | Beneixama, Province d'Alicante              | Valence            | septembre 2007       | 50 ha      | 20 MWc       | 100 000               |

TotalEnergies inaugure le 22 mai 2025 sa nouvelle centrale solaire de Guillena (263 MW), près de Séville, sa plus grande centrale en Europe. Elle produira 515 GWh par an, vendus en majorité via des contrats d'achat à long terme (PPA). L'énergéticien a plusieurs gros projets en cours de développement en Espagne, dans la région de Murcie, près de Tolède et autour de Saragosse. Il a obtenu en 2023 des autorisations environnementales des pouvoirs publics pour la réalisation de projets d'une capacité totale de 3 GW.

### Politique de soutien au photovoltaïque

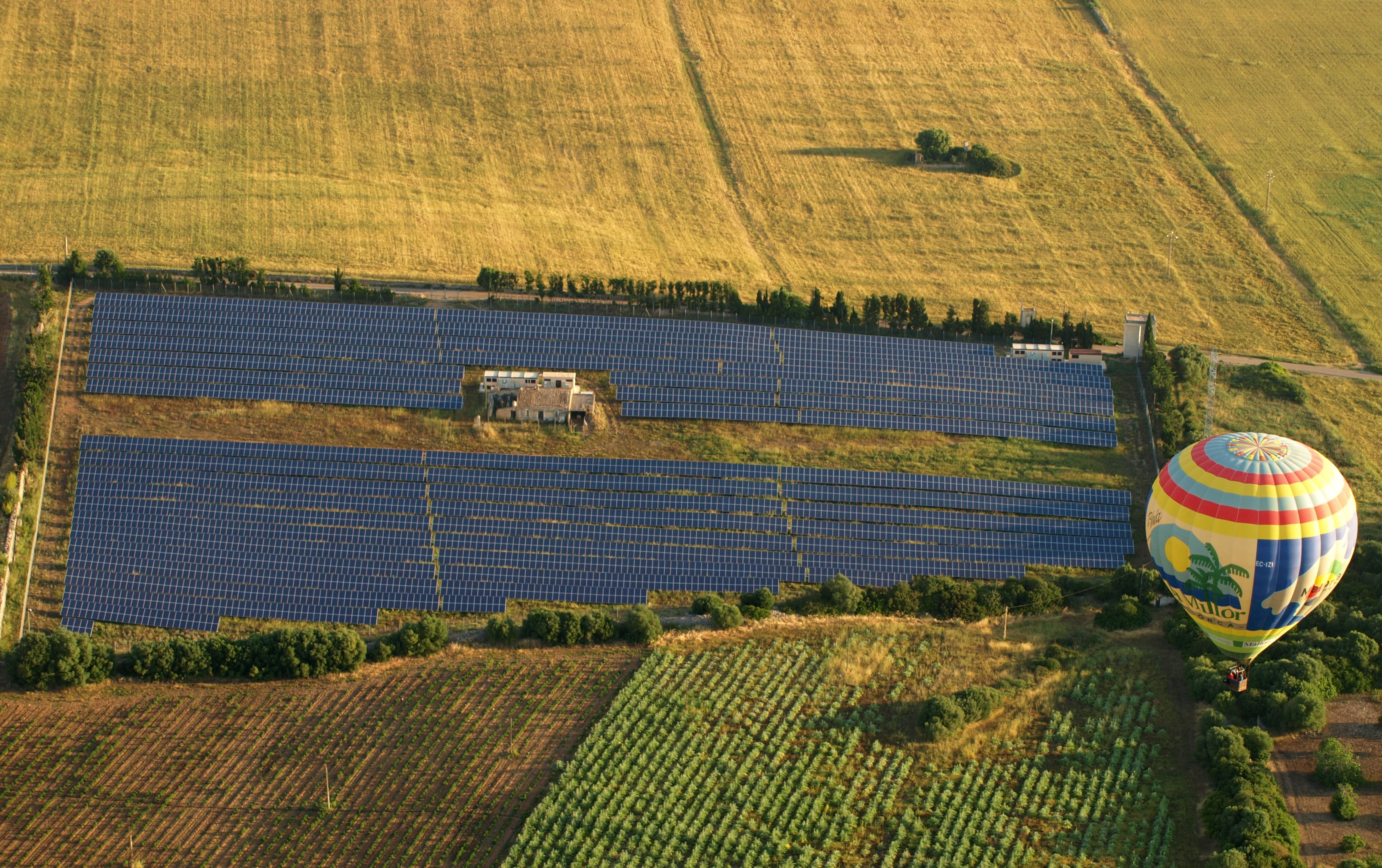
Centrale photovoltaïque à Manacor, Majorque, mai 2010.

En 2007, les investisseurs dans les projets de centrales solaires pouvaient vendre leur production à des prix allant jusqu'à neuf fois les prix d'achat du kWh électrique produit dans les centrales à combustibles fossiles, grâce à l'un des programmes de subventions les plus généreux au monde. Alors que les prix des panneaux photovoltaïques chutaient, ces aides ont été réduites à plusieurs reprises, puis finalement supprimées en janvier 2012 sous un flot de critiques au Parlement pour avoir ajouté plus de 2,5 milliards d'euros par an aux factures d'électricité des consommateurs. Le décret-loi 1/2012 du 27 janvier 2012 a suspendu les mécanismes d'incitation pour les nouvelles installations de production d'électricité à partir d'énergies renouvelables.
La progression du photovoltaïque s'est fortement ralentie en 2012 et 2013, à la suite de ce moratoire sur les aides.
Les installations existantes ont été sévèrement touchées par la baisse du prix d'achat de l'électricité, plaçant dans des difficultés financières graves 62 000 particuliers investisseurs, comme 24 habitants du village de Madrigueras, près d'Albacete, dans l'est de l'Espagne, qui avaient créé un parc de près de 360 panneaux photovoltaïques. La rémunération de la production photovoltaïque a été réduite, décret après décret, et ne représente plus, dans certains cas, que la moitié de celle promise au départ. L'association UNEF évalue le manque à gagner à 920 millions d'euros en 2014 ; le secteur accumule déjà une dette auprès des banques de 22 milliards d'euros.
Bloomberg News a annoncé fin 2012 que les développeurs ont déposé auprès de Red Electrica 160 demandes de permis pour connecter au réseau espagnol 37,5 GW de projets géants (150 à 500 MW chacun) de centrales solaires, mais selon les analystes de Bloomberg New Energy Finance, la plupart de ces projets sont purement spéculatifs et seulement 1 GW sont sérieux et pourraient démarrer prochainement s'ils obtiennent l'accord du gouvernement ; selon Union Espanola Fotovoltaica, lobby qui représente 330 compagnies du secteur solaire, aucun projet ne pourra démarrer tant que le gouvernement n'aura pas repris le processus de planification du développement de la production solaire.
En 2013, un projet de loi visant à taxer l'autoconsommation d'électricité photovoltaïque afin de faire payer aux petits producteurs leur utilisation du réseau pour l'évacuation de leurs excédents a soulevé la contestation de l'Association nationale des producteurs d'électricité photovoltaïque (Anpier) qui y voit l'effet du lobbying des grands opérateurs électriques .
En octobre 2015, le gouvernement espagnol a validé un décret très controversé de taxation de l’énergie solaire, qui s’appliquera aussi bien sur les anciennes que les nouvelles installations. Cette taxe combine à la fois une contribution fixe basée sur la puissance et une contribution variable en fonction de la production. Dans le décret, il est prévu de soulager les petits consommateurs (jusqu’à 10 kWc) en les exemptant de la taxe sur la production, mais pas de la taxe sur la puissance. En revanche, les centrales de 10 à 100 kWc ne seraient plus rétribuées pour l’excédent d’électricité non consommée et injectée sur le réseau. Enfin, les exploitants de grandes centrales ne pourront vendre leur électricité excédentaire qu’au prix de marché.
En 2017, le gouvernement a relancé une politique de soutien aux énergies renouvelables avec le lancement en juillet d'un appel d'offres pour 5 037 MW d'EnR, dont 3 909 MWc de projets photovoltaïques à installer d'ici fin 2019.
Le gouvernement espagnol a révisé en février 2019 ses objectifs de politique énergétique : il prévoit désormais de porter en 2030 la part des énergies renouvelables dans la production d'électricité à 74 % ; plus de 60 GWc de projets solaires seront nécessaires pour atteindre cet objectif.
En 2019, l'Espagne a augmenté de 76 % son parc photovoltaïque grâce aux deux appels d'offres lancés en mai et juillet 2017 ; le premier des projets sélectionnés a été mis en service en septembre 2019 (parc de Totana, 85 MWc). De plus, la parité réseau permet le développement de l'autoconsommation depuis l'abrogation le 5 octobre 2018 de la taxe solaire qui avait été promulguée par le gouvernement Rajoy pour freiner ce développement. Enfin, les contrats d'achat d'électricité sans subvention (PPA) se développent, totalisant 4,39 GWc, faisant de l'Espagne le pays européen le plus attractif pour ce type de contrats : selon un rapport publié par Bloomberg en avril 2020, les prix les plus bas négociés pour l'électricité photovoltaïque sont en Espagne à 35,3 €/MWh. Le projet de Talayuela (300 MWc), dans la province de Caceres, a été l'un des premiers projets financés sans subvention, pour mise en service au 2e semestre 2020 ; en février 2020, Iberdrola a signé avec Orange un contrat à long terme pour une ferme solaire de 328 MWc à construire dans les municipalités de Ceclavin et d'Alcantara ; Iberdrola annonce un portefeuille de 3 GWc à installer d'ici 2022.

### Parité réseau et autoconsommation

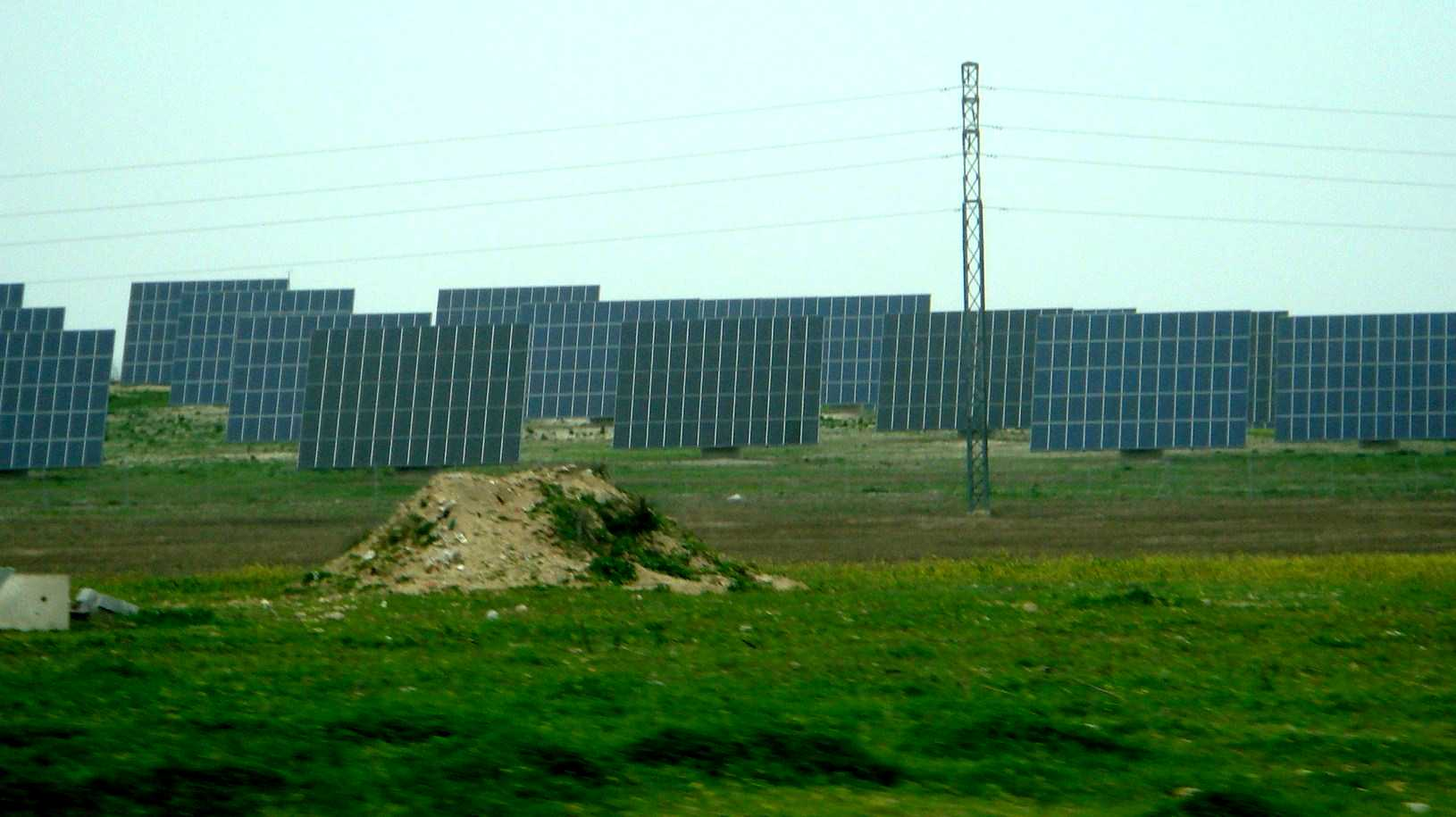
Centrale solaire PV de Sanlúcar de Barrameda, Province de Cadix en Andalousie, mars 2010.

Selon Bloomberg News, Solaria projette en 2012 la construction d'un parc solaire de 150 MW près de Tolède pour moins de 150 M€, et la vente de sa production pour 55 à 60 €/MW ; selon Solaria, ce serait le premier projet sans subvention ; la production serait vendue au prix du marché, grâce à l'effondrement des prix des modules photovoltaïques causé par la surcapacité actuelle (les prix ont baissé des 2/3 en 2 ans du fait d'une offre supérieure au double de la demande), mais à long terme cela risque de ne pas fonctionner, car de grandes quantités d'électricité solaire pourraient faire chuter les prix du marché pendant les heures de jour. En juin 2018, Solaria annonce son plan de construction de 1 300 MWc de centrales photovoltaïques en Espagne, dont 200 MWc en 2018, 450 MWc en 2019 et 650 MWc en 2020.
Conergy a déjà réalisé 56 installations solaires de petite taille (1 MW au total) dont la production est consommée sur place, son prix de revient étant inférieur au prix local de l'électricité ; le premier de ces projets est un restaurant de Barcelone qui réduit ainsi sa facture d'électricité d'un cinquième grâce aux panneaux solaires installés sur son toit.
Un article publié en Italie en mars 2012 note que le principal obstacle au développement du photovoltaïque sans subvention en Espagne est l'absence de système de comptage réseau permettant au propriétaire d'installation photovoltaïque de gérer ses excédents vendus sur le réseau ; un décret est en préparation pour résoudre ce problème.
L’augmentation de l’autoconsommation est une tendance générale au sein des pays de l’Union européenne qui s’explique par la forte hausse du prix de l’électricité et le taux d’équipement de plus en plus important de systèmes de stockage par batterie. Selon le ministère de la Transition écologique et du Challenge démographique, ce taux d’équipement est passé de 10 % en 2022 à 12 % en 2023.
Le prix de l'électricité solaire en Espagne est le plus bas d'Europe : au premier trimestre 2025, il est descendu à 37 €/MWh, et certains opérateurs le proposent à 30 euros.
La part de l’autoconsommation solaire en 2024 est estimée par le ministère de la Transition écologique à 16 % contre 12,6 % en 2023.

## Énergie solaire thermodynamique

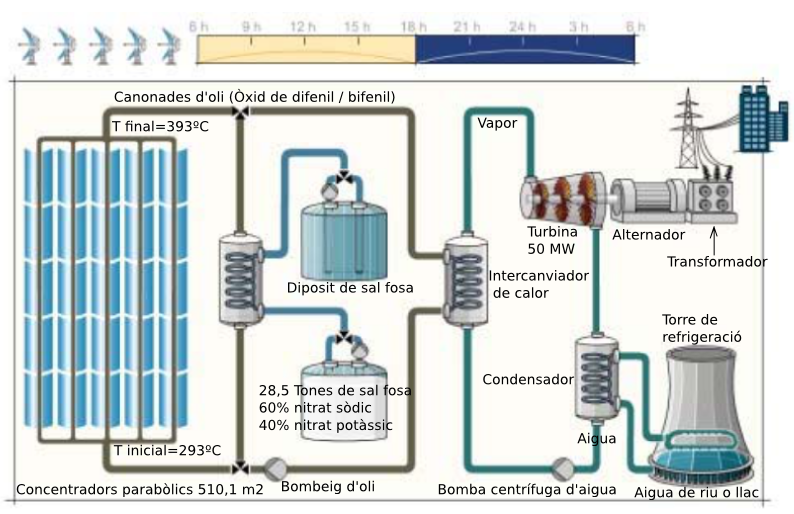
Centrale solaire d'Andasol, plan de l'unité 2 ; légendes en catalan, faciles à comprendre ; on voit au centre les deux cuves de stockage de sels fondus.

L'Espagne a été pionnière dans la technologie CSP (solaire thermodynamique à concentration) depuis 1981, date de la construction de la première tour solaire, et surtout depuis celle de la première grande centrale solaire thermodynamique moderne en 2007. Cette technologie permet de résoudre le problème de l'intermittence de la production solaire, soit en adjoignant à la partie solaire une installation classique brûlant du gaz ou de la biomasse, qui prend le relais en soirée, soit par l'utilisation de cuves de stockage de sels fondus (cf schéma ci-contre : 28,5 tonnes de sels fondus, dont 60 % de nitrate de sodium et 40 % de nitrate de potassium).

### Histoire

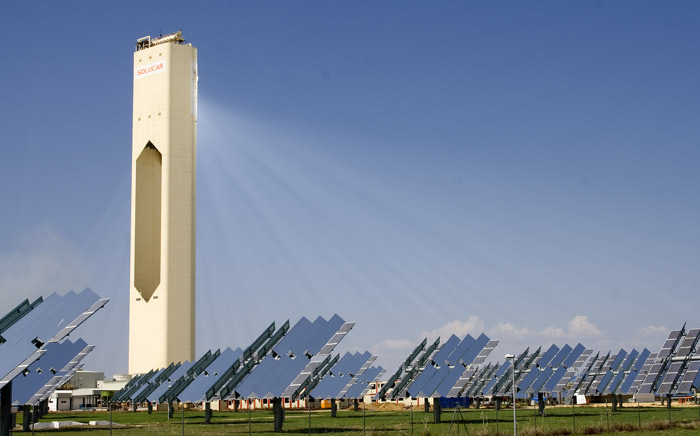
Centrale solaire PS10 à Sanlúcar la Mayor, (Séville), la première centrale commerciale à tour solaire.

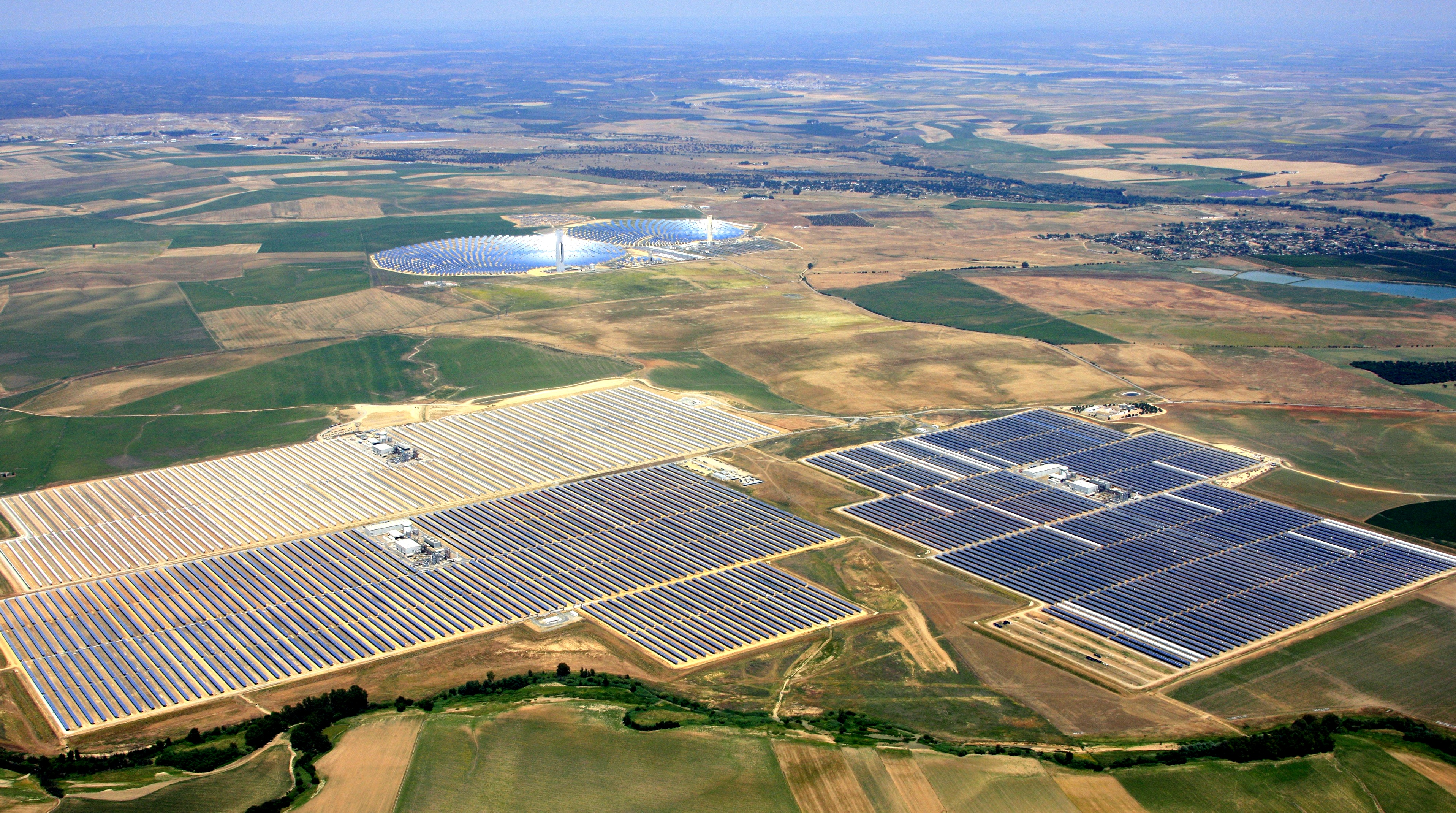
Plataforma Solar de Sanlucar la Mayor (PSSM) : Solnova I, III et IV, et au fond les tours solaires PS10 et PS20 avec leurs champs d'héliostats (Abengoa Solar), juin 2010.

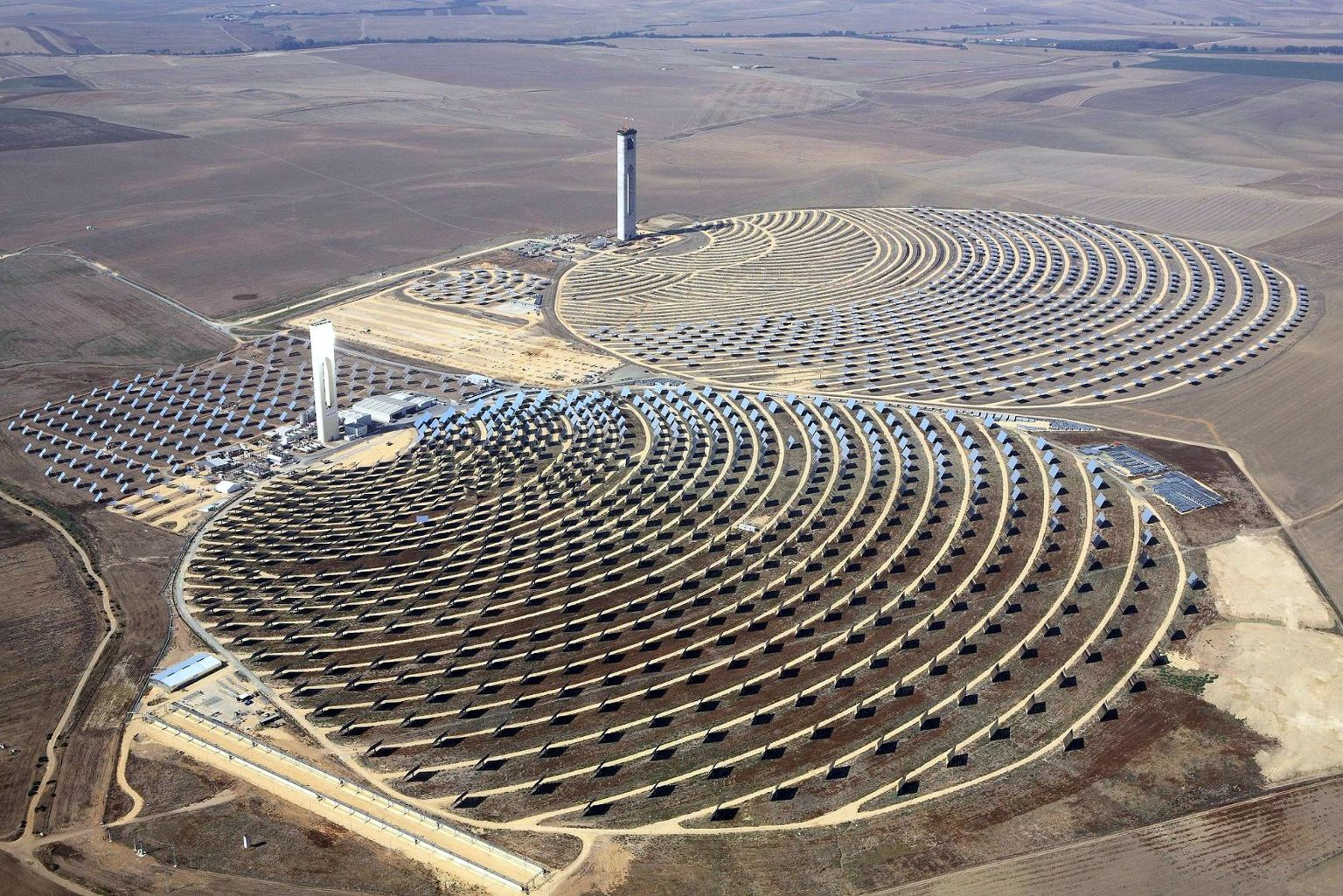
PS20 et PS10, 3 septembre 2007.

La première tour solaire du monde (194 mètres) fut construite à Manzanares (Ciudad Real) en 1981 sous la direction de l'ingénieur allemand Jörg Schlaich selon le principe de la tour-cheminée, avec des fonds fournis par le ministère allemand de la Recherche et de la Technologie (BMFT) ; sa puissance était de 50 kW ; elle a fonctionné jusqu'en 1989, puis fut arrêtée car son coût au kilowatt-heure était cinq fois plus élevé que celui d'une centrale thermique classique ; autre inconvénient : les câbles d'acier des haubans rouillèrent, et une tempête renversa la tour-cheminée.
En mars 2007 a été inaugurée la première grande centrale solaire thermodynamique en Europe (11 MW) : PS10 à Sanlúcar la Mayor près de Séville.
Une seconde centrale : PS20 a commencé son exploitation commerciale fin avril 2009 avec une capacité de 20 MW,.
À ces deux centrales se sont jointes ultérieurement sur le même site Solnova 1, Solnova 3 et Solnova 4 de 50 MW chacune avec une technologie de collecteurs solaires cylindro-paraboliques.
La Plateforme Solúcar qui regroupe ces 5 centrales, plus 2 petites centrales photovoltaïques (1,9 MW et 1,2 MW), était le 2e complexe solaire le plus important du monde, avant la mise en service des 2 centrales qu'Abengoa a construites aux États-Unis.
Un projet grandiose de tour solaire à courant d'air ascendant de 40 MW de Fuente el Fresno dans la province de Ciudad Real devait être réalisé de 2007 à 2010, avec une hauteur de 750 mètres, similaire à un projet australien de 1 000 mètres ; mais il est resté à l'état de projet.

### Production d'électricité

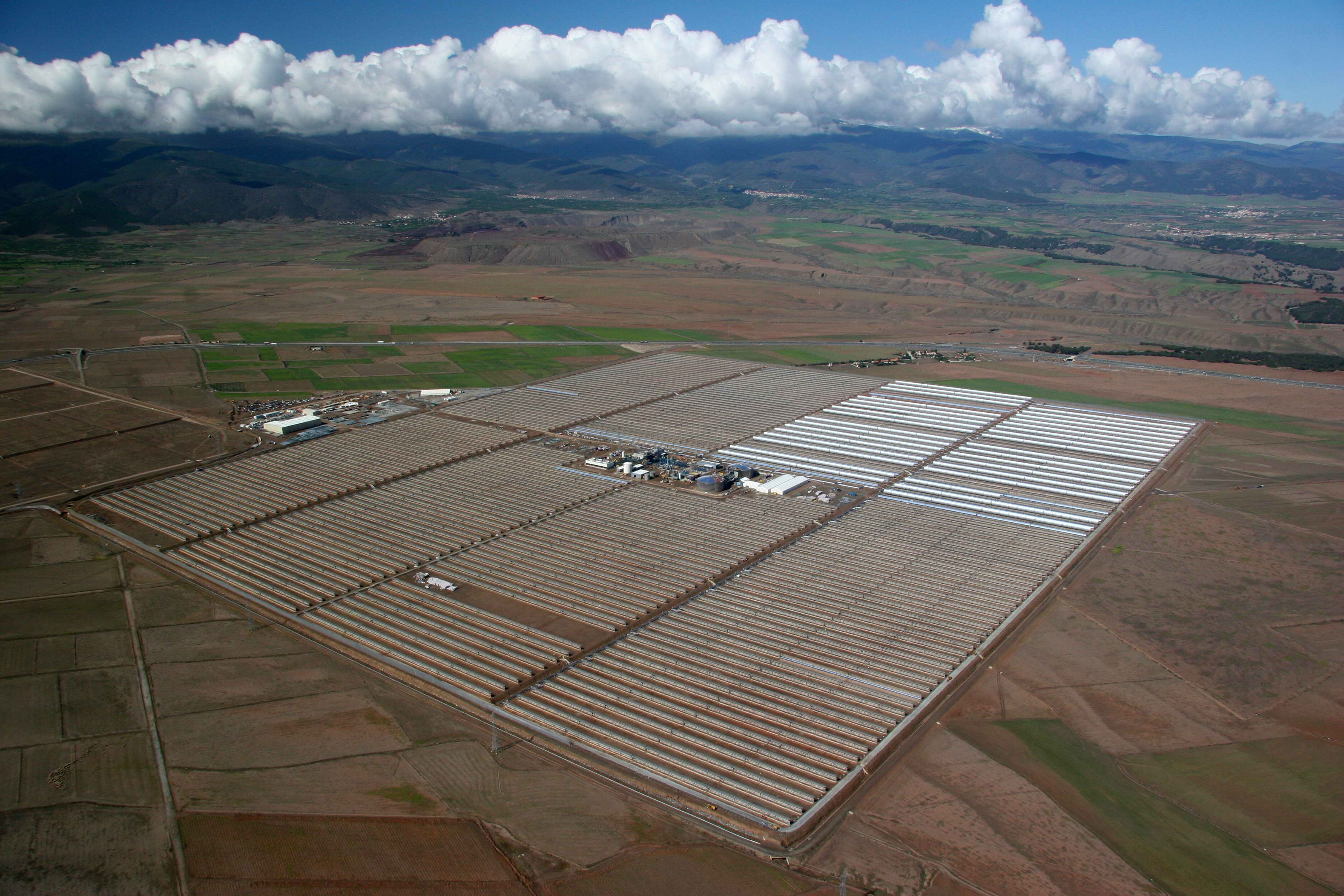
Centrale solaire d'Andasol, dans la commune d'Aldeire, province de Grenade, 12-05-2008.

La production brute d'électricité solaire thermodynamique s'élevait à 5 165 GWh en 2023, soit 1,8 % de la production d'électricité du pays.
L'Espagne reste de très loin le premier producteur mondial en 2022 avec 33,3 % du total mondial, devant les États-Unis (3 258 GWh, soit 23,9 % du total), la Chine (2 069 GWh, 15,2 %), l'Afrique du Sud (1 445 GWh, 10,6 %), le Maroc (863 GWh, 6,3 %), Israël (731 GWh, 5,4 %), etc.
| Année | Production (GWh) | Accroissement | Part prod.élec. |
| 2007  | 8                |               | 0,003 %         |
| 2008  | 16               | +100 %        | 0,005 %         |
| 2009  | 103              | +544 %        | 0,03 %          |
| 2010  | 761              | +639 %        | 0,25 %          |
| 2011  | 1 959            | +157 %        | 0,67 %          |
| 2012  | 3 775            | +93 %         | 1,3 %           |
| 2013  | 4 770            | +26 %         | 1,7 %           |
| 2014  | 5 455            | +14 %         | 2,0 %           |
| 2015  | 5 593            | +2,5 %        | 2,0 %           |
| 2016  | 5 579            | -0,3 %        | 2,0 %           |
| 2017  | 5 883            | +5 %          | 2,1 %           |
| 2018  | 4 867            | -17 %         | 1,8 %           |
| 2019  | 5 683            | +17 %         | 2,1 %           |
| 2020  | 4 992            | -12 %         | 1,9 %           |
| 2021  | 5 176            | +3,7 %        | 1,9 %           |
| 2022  | 4 536            | -12,4 %       | 1,6 %           |
| 2023  | 5 165            | +13,9 %       | 1,8 %           |

On observe des fluctuations très importantes dues aux variations de l'ensoleillement d'une année à l'autre.
En 2018, la production nette d'électricité solaire thermodynamique s'est élevée à 4 424 GWh, en recul de 17,3 % ; elle a représenté 1,7 % de la production nette totale d'électricité du pays.

### Puissance installée
La puissance installée des centrales solaires thermiques espagnoles atteignait 2 304 MW fin 2013 (48 unités), en hausse de 200 MW. Fin 2018, leur puissance n'a pas changé : 2 304 MW selon REE.
L'année 2013 a vu l'achèvement des sept dernières centrales programmées avant l'arrêt des aides aux EnR ; selon Protermosolar, l'association espagnole de l'industrie solaire thermoélectrique, aucune reprise des mises en service n'est à espérer avant plusieurs années, la nouvelle loi en cours d'adoption étant dissuasive.
L'Espagne à elle seule concentrait 99,7 % de la puissance installée de la filière fin 2013 en Europe (2 304 MW sur 2 311,5 MW) ; par contre, pour les projets en développement, l'Espagne ne représentait que moins de 8 % (50 MW sur 638,8 MW).
Le marché héliothermodynamique a été florissant en 2012, avec la mise en service de 17 nouvelles centrales totalisant 802,5 MW, dont 16 de type cylindro-parabolique et une utilisant la technologie des miroirs de Fresnel ; mais au-delà des projets inscrits au registre de pré-assignation avant le moratoire, aucune réalisation ne sera possible sans aide ; le projet de nouveau système de rétribution des renouvelables présenté par le gouvernement le 5 février 2014 prévoirait plus d'aides publiques pour le solaire thermodynamique que pour les autres énergies.

### Principales centrales solaires thermodynamiques
- (en) Cet article est partiellement ou en totalité issu de l’article de Wikipédia en anglais intitulé « List of solar thermal power stations » (voir la liste des auteurs).

L'Espagne compte 33 centrales groupant 50 unités, dont la plupart ont une puissance standard de 50 MW.
Principales centrales solaires thermodynamiques en Espagne (100 MW et +) :
| Puiss. (MW) | Nom                                     | Autonomie          | Localisation                                 | Technologie                 | Date de mise en service                                                           | Stockage                                                          |
| 200         | Solaben 1, 2, 3, 6                      | Estrémadure        | Logrosán, Province de Cáceres                | Miroir cylindro-parabolique | Solaben 3 : juin 2012 Solaben 2 : octobre 2012 Solaben 1 : 2013 Solaben 6 : 2013, | ?                                                                 |
| 150         | Solnova                                 | Andalousie         | Sanlúcar la Mayor, province de Séville       | Miroir cylindro-parabolique | Solnova 1 : mai 2010 Solnova 3 : mai 2010, Solnova 4 : août 2010,                 | équipée pour utiliser du gaz naturel comme combustible d'appoint. |
| 150         | Andasol                                 | Andalousie         | Guadix, province de Grenade                  | Miroir cylindro-parabolique | Andasol 1 : 2008 Andasol 2 : 2009 Andasol 3 : 2011,                               | stockage sels fondus : 7,5 h                                      |
| 150         | Extresol                                | Estrémadure        | Torre de Miguel Sesmero, province de Badajoz | Miroir cylindro-parabolique | Extresol 1 : février 2010 Extresol 2 : décembre 2010 Extresol 3 : août 2012       | 7,5 h de stockage,                                                |
| 100         | Palma del Rio                           | Andalousie         | Cordoue                                      | Miroir cylindro-parabolique | Palma del Rio 1 : juillet 2011 Palma del Rio 2 : décembre 2010                    | ?                                                                 |
| 100         | Manchasol                               | Castille-La Manche | Ciudad Real                                  | Miroir cylindro-parabolique | Manchasol-1 : janvier 2011 Manchasol-2 : avril 2011                               | 7,5 h de stockage                                                 |
| 100         | Helioenergy 1, 2                        | Andalousie         | Écija, province de Séville                   | Miroir cylindro-parabolique | Helioenergy 1 : septembre 2011 Helioenergy 2 : janvier 2012,                      | avec stockage de chaleur,                                         |
| 100         | Valle 1 (Arcosol-50) et 2 (Termesol-50) | Andalousie         | San José del Valle, Province de Cadix        | Miroir cylindro-parabolique | décembre 2011                                                                     | avec 7,5 h de stockage                                            |
| 100         | Termosol 1+2                            | Estrémadure        | Navalvillar de Pela, province de Badajoz     | Miroir cylindro-parabolique | mars 2013                                                                         | 9 h de stockage                                                   |
| 100         | Helios 1+2                              | Castille-La Manche | Puerto Lápice, province de Ciudad Real       | Miroir cylindro-parabolique | Helios 1 : mai 2012 Helios 2 : août 2012                                          | ?                                                                 |
| 100         | Aste                                    | Castille-La Manche | Alcázar de San Juan, Province de Ciudad Real | Miroir cylindro-parabolique | Aste 1A : janvier 2012 Aste 1B : janvier 2012                                     | 8 h de stockage                                                   |
| 100         | Solacor                                 | Andalousie         | El Carpio, Province de Cordoue               | Miroir cylindro-parabolique | Solacor 1 : février 2012 Solacor 2 : mars 2012,                                   | ?                                                                 |

L'article Liste des centrales solaires thermodynamiques donne la liste complète des centrales espagnoles.
Une seule centrale reste en développement au 1er janvier 2014 : PTC50 Alvarado (50 MW), à Alvarado, province de Badajoz ; il s'agit d'une centrale hybride (tour solaire + biomasse).
Une carte des centrales solaires thermiques en Espagne mise à jour par l'Association Espagnole de l'Industrie Solaire Thermoélectrique peut être consultée ici. En juillet 2014, elle répertorie 50 unités connectées (2 304 MW) et 1 centrale « préassignée » (ayant obtenu ses autorisations administratives) pour 50 MW (Alcazar de San Juan).

### Politique de soutien au solaire thermodynamique

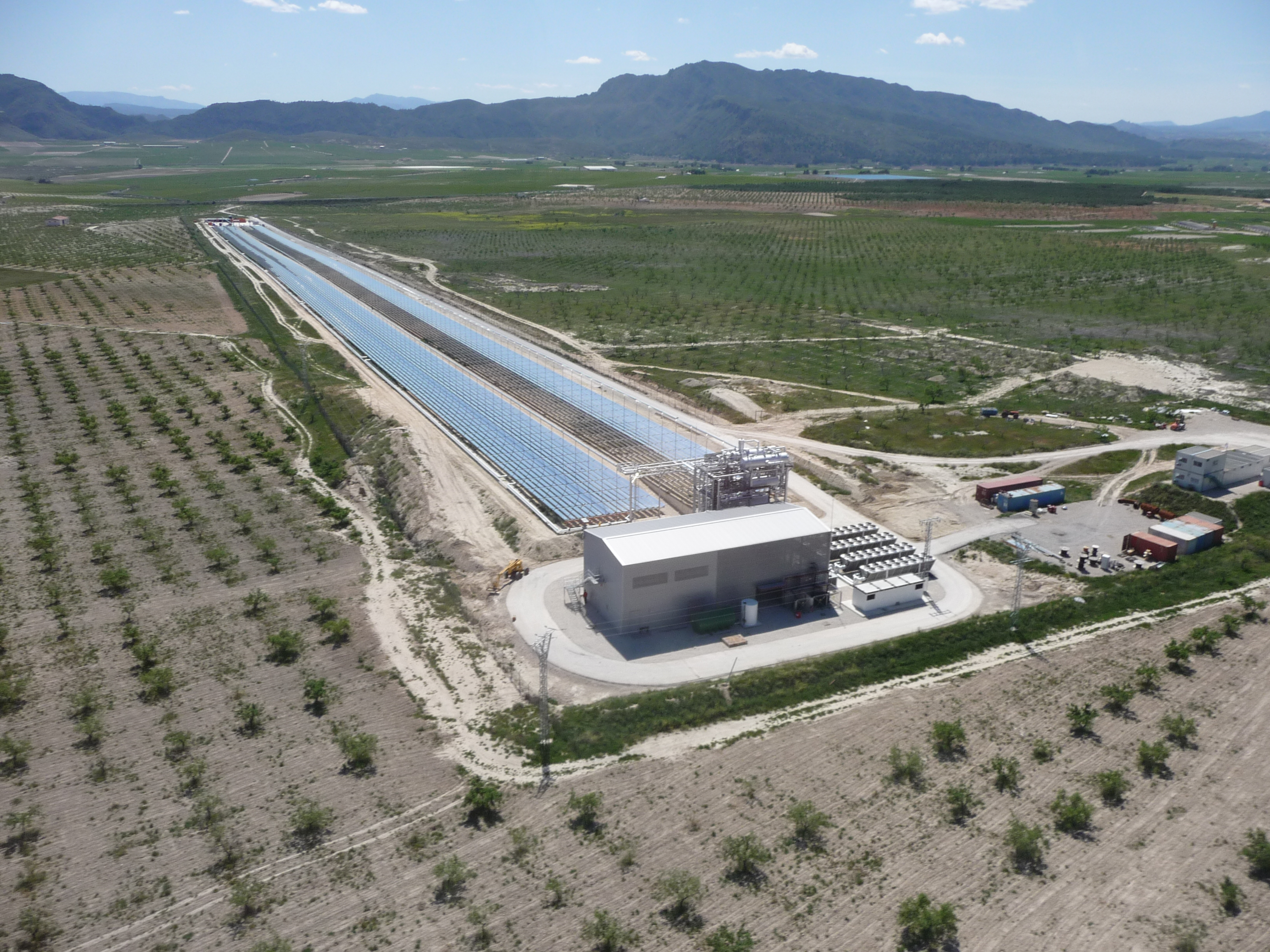
Centrale solaire Puerto Errado 1 (Murcie) de technologie Fresnel à collecteurs linéaires, avril 2009.

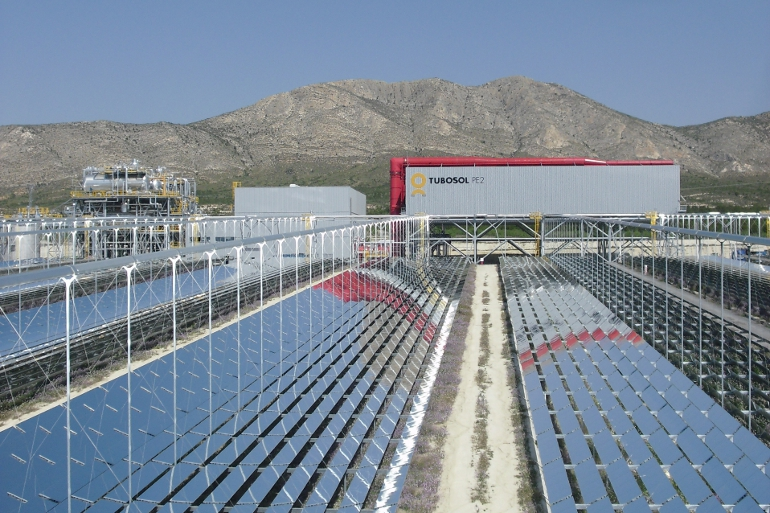
Centrale solaire Puerto Errado 2, 26 mars 2012.

La suspension en janvier 2012 des aides aux énergies renouvelables a stoppé le développement de la filière, seuls les projets ayant reçu leurs autorisations administratives avant cette date ayant pu achever leur construction en 2012 et 2013.
Selon Protermosolar, l'association espagnole de l'industrie solaire thermoélectrique, la nouvelle loi en cours d'adoption en 2014 va complètement changer les modalités de rémunération des centrales thermodynamiques existantes, de manière rétroactive : les systèmes de tarif d'achat ou de prix de marché plus prime seront supprimés et remplacés par une rémunération pour investissements allouée en fonction de la puissance installée, directement calculée par l'administration pour garantir un retour sur investissement théorique des projets de 7,4 %, conditionnée par une durée minimale d'exploitation de la centrale ; cette nouvelle réglementation ne remettra pas en cause l'exploitation des centrales, mais certains investisseurs rencontreront des problèmes de remboursement de leurs emprunts, car le nouveau système, moins rémunérateur, peut mettre en péril certains montage financiers ; des renégociations avec les banques sont envisagées et il pourrait se produire des changements de propriétaires.

### Principaux acteurs
Fin 2015, les acteurs espagnols des énergies renouvelables sont confrontés à de graves difficultés : Abengoa est en phase de « pré-dépôt de bilan » ; le groupe ACS avait mis en Bourse en février 2015 ses actifs renouvelables espagnols, mais la trajectoire boursière négative de cette entité a découragé Acciona et EDP Renovaveis qui envisageaient la même stratégie.
L'entreprise Abengoa Solar est le leader mondial des technologies thermosolaires ; sa société mère Abengoa a comme activité principale l'ingénierie. À la fin de 2012, son parc de centrales en fonctionnement ou en construction totalisait 1 653 MW (41 % en Espagne, 35 % aux États-Unis et 24 % dans plusieurs autres pays). Ses 19 centrales en service (dont 7 mises en service en 2012) totalisaient 743 MW, auxquelles s'ajoutaient 910 MW de centrales en construction au niveau mondial. En Espagne, Abengoa compte 20 centrales en fonctionnement ou en construction.
Abengoa Solar a 2 grandes centrales en construction aux États-Unis : Solana en Arizona (280 MW - mise en service en octobre 2013) et Mojave  en Californie (250 MW - achèvement prévu fin 2014) ; d'autres réalisations notables à Abu Dhabi (Centrale solaire Shams : 100 MW, mise en service : mars 2013, la première centrale thermosolaire du Moyen-Orient), en Algérie (cycle combiné hybride solaire-gaz de Hassi´R Mel, 150 MW), au Chili, au Mexique (hybride solaire-gaz de 480 MW, dont 14 MW solaires, à Aguas Prietas) et en Afrique du Sud (Khi Solar One, centrale à tour de 205 m de hauteur et 50 MW de puissance, et KaXu Solar One, 100 MW à collecteurs cylindro-paraboliques).
D'autres entreprises ont utilisé les mêmes technologies :
- Le groupe ACS a construit 7 centrales sur 3 sites : Andasol : 3 centrales de 50 MW, chacune avec un stockage thermique de 6 heures, les premières en Europe de leur type ; Extresol : 2 centrales de 50 MW ; Manchasol : 2 centrales de 50 MW.

- Le groupe Iberdrola : Ibersol : centrale cylindro-parabolique de 50 MW.

- Acciona Energy[79], filiale du groupe Acciona : 5 centrales de 50 MW : Alvarado I, Majadas (province de Caceres), Palma del Rio I et II, province de Cordoue, Orellana, province de Badajoz.

- Le groupe Ibereolica[80] : 2 centrales de 50 MW : Moron, province de Séville, Olivenza 1, province de Badajoz ; 14 autres centrales de 50 MW en projet, dont 8 autorisées.

- Elecnor : 3 centrales de 50 MW : Astexol II, près de Badajoz, et Aste 1A et B, à Alcázar de San Juan (province de Ciudad Real).

- Torresol Energy Investments, créée en 2007 par SENER[81] (groupe privé espagnol d'ingénierie et de technologie - 60 %) et Masdar (compagnie d'énergies renouvelables du gouvernement d'Abu Dhabi - 40 %) : (Tour solaire Solar Tres (appelée aussi Gemasolar): 19,9 MW, inaugurée en mai 2011 dans la province de Séville, avec un système de stockage thermique de sels fondus à grande capacité d'absorption calorifique, qui permet de produire de l'électricité pendant 15 heures en l'absence de soleil ; 2 centrales de 50 MW avec stockage thermique pour 7,5 heures de fonctionnement : Valle 1 et Valle 2 (San José del Valle, Cadix).